# Фриш, Лоре
Элеоно́ра (Лоре) Фриш (нем. Eleonora «Lore» Frisch; 4 мая 1925, Швиндэгг — 6 июля 1962, Потсдам) — немецкая актриса и певица.

## Биография
Элеонора Фриш родилась 4 мая 1925 года в Швиндэгге в семье художника-мастера из Бад-Райхенхалль. Во время Второй мировой войны она была медсестрой. Её часть размещалась в Восточной Фрисландии, где Фриш присоединилась к одному из передвижных театров.
Лоре Фриш работала суфлёром, закройщиком, швеёй и художником декораций. Позже она получила роли в театре. В 1948 году она играла в Ингольштадтском и Мюнхенском театрах. 
37-летняя Лоре покончила жизнь самоубийством 6 июля 1962 года в Потсдаме.